# ガビチョウ
ガビチョウ（画眉鳥、学名 Garrulax canorus）はスズメ目チメドリ科に分類される鳥。同属のカオグロガビチョウ、カオジロガビチョウと共に外来生物法で特定外来生物に指定されており、日本の侵略的外来種ワースト100定種にもなっている。

## 分布
中国南部から東南アジア北部にかけて広く生息する。
日本では、ペットとして輸入された個体がかご脱けにより定着した。日本国内では留鳥として生息し、南東北、関東、中部、九州北部で見られる。本種が特に繁殖している地域として、東京都内では多摩丘陵の多摩市・町田市・八王子市の市境付近、高尾山が有名である。
南東北への侵入が確認されたのはごく最近であり、関東地方から分布を広げてきたようだが、地上採食性なので積雪による影響を考えるとこれ以上の北上はないとされている。
なお日本以外にハワイ諸島にも侵入している。その侵入の経緯はソウシチョウと同じくホノルルの中華街の火事である。

## 特徴

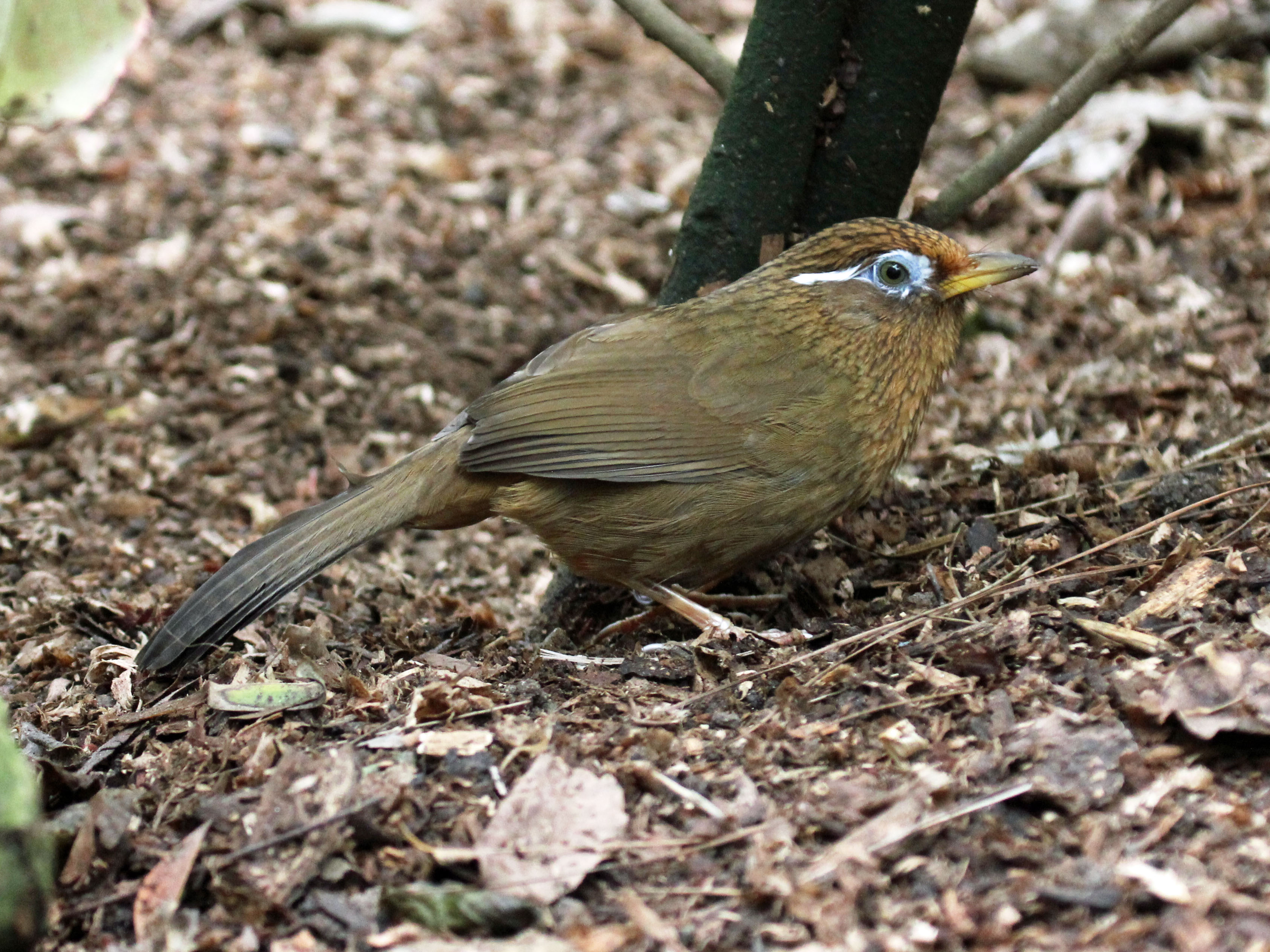
サンディエゴ動物園にて

体長約 22-25cmで、嘴と尾が長い。体色は全体的に茶褐色～黄褐色で、腹の中央は灰色、喉と上胸に細いすじが入る。尾羽はやや黒い。眼の周り及びその後方に眉状に伸びた特徴的な白い紋様を持つ。嘴の色は黄色。
かなり大きな音色で美しく囀る。ウグイスやキビタキ、オオルリ、サンコウチョウといった他種の囀りをまねることがある。

よく地上を走り、あまり高く飛ばない。

## 生態
日本では里山など、人家に近い低山の雑木林が主な住みかで、営巣場所もそうした藪の中であるが、河原でも生息しており、民家の庭の木をソングポストにして囀っていることもある。
地上採食性で、地上を走り回って昆虫や果実を食べる。繁殖期はつがい又は単独で行動し、非繁殖期は小群をなして行動する。

## 近縁種
本種と同属の下記二種が日本国内で確認されている。

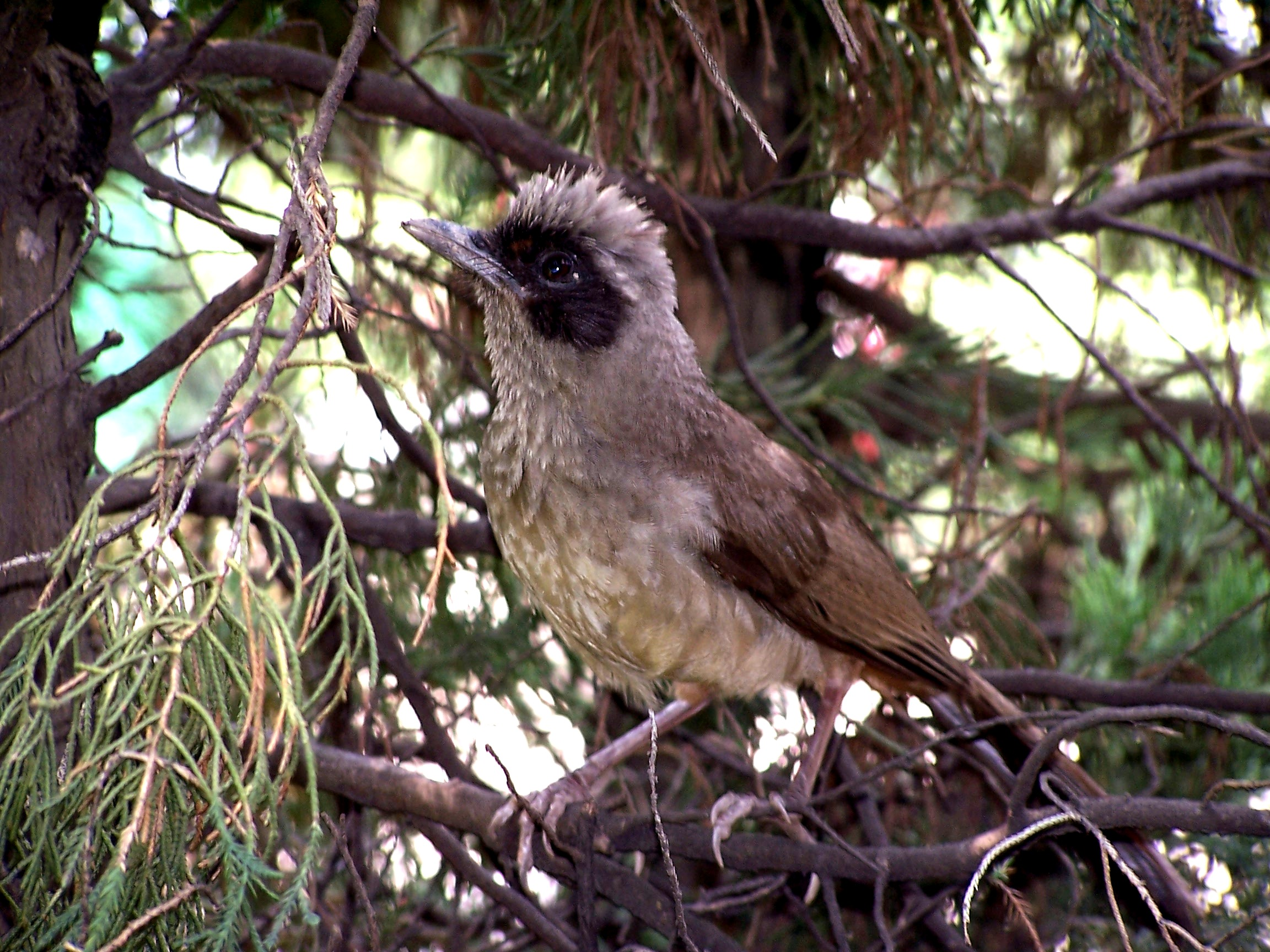
カオグロガビチョウ
学名Garrulax perspicillatus, 英名Masked Laughingthrush
ガビチョウよりやや大きい。体色も褐色が主だが目の周囲が大きく黒く、また下尾筒は明るい茶褐色。かなりやかましい声でよく鳴く。それゆえか、中国名は七姉妹である。日本では三浦半島を中心として、関東一円に広く分布する。近年は分布域が縮小している。
カオジロガビチョウ
学名Garrulax sannio, 英名White-browed Laughingthrush
大きさはガビチョウと同程度。体色もガビチョウに似るが、ガビチョウが茶褐色なのに対して灰褐色で、眼の周りから喉、嘴にかけて三角形状に白い。嘴は灰色。日本では群馬県赤城山の南面を中心とした狭い範囲でのみ確認されている。

## 名の由来
和名は中国名の漢語表記（ただし中国正式名は画眉のみで「鳥」は付かない）を日本語読みにしたもの。中国語: 画眉 (huà-méi) は、「塗った眉（painted eyebrow）」の意味で、眼の周りにある眉状の模様から。英名も中国名そのままのHwameiであるが、Melodious Laughingthrush, Chinese Laughingthrush という別名もある。

## 日本に定着した経緯
ソウシチョウ同様、香港および華僑が進出した東南アジア各地で愛玩鳥として広く一般的に飼われていた本種は価格が非常に安価であり、ゆえに1970年代の飼い鳥ブームに乗って大量に輸入された。しかし後述する理由もあって人気がなくなり、大量の在庫を抱えたペット販売業者が始末に困って遺棄（放鳥）に及んだ個体が少なからずあると見られる。

## 生態系に与える影響
生息地である里山の生態系においてツグミやシロハラ、アカハラといった地上採食性のヒタキ科鳥類のニッチに相当する本種は、それらを駆逐する。行動範囲が樹木の下とウグイスとその近縁種と重なることから、本種の増加はウグイスの減少をもたらし、結果としてカッコウ科の托卵が妨げられ、カッコウ、ホトトギス、ジュウイチ、ツツドリの飛来の激減といった連鎖的な生態系崩壊の影響も出ている。

## 人間との関係

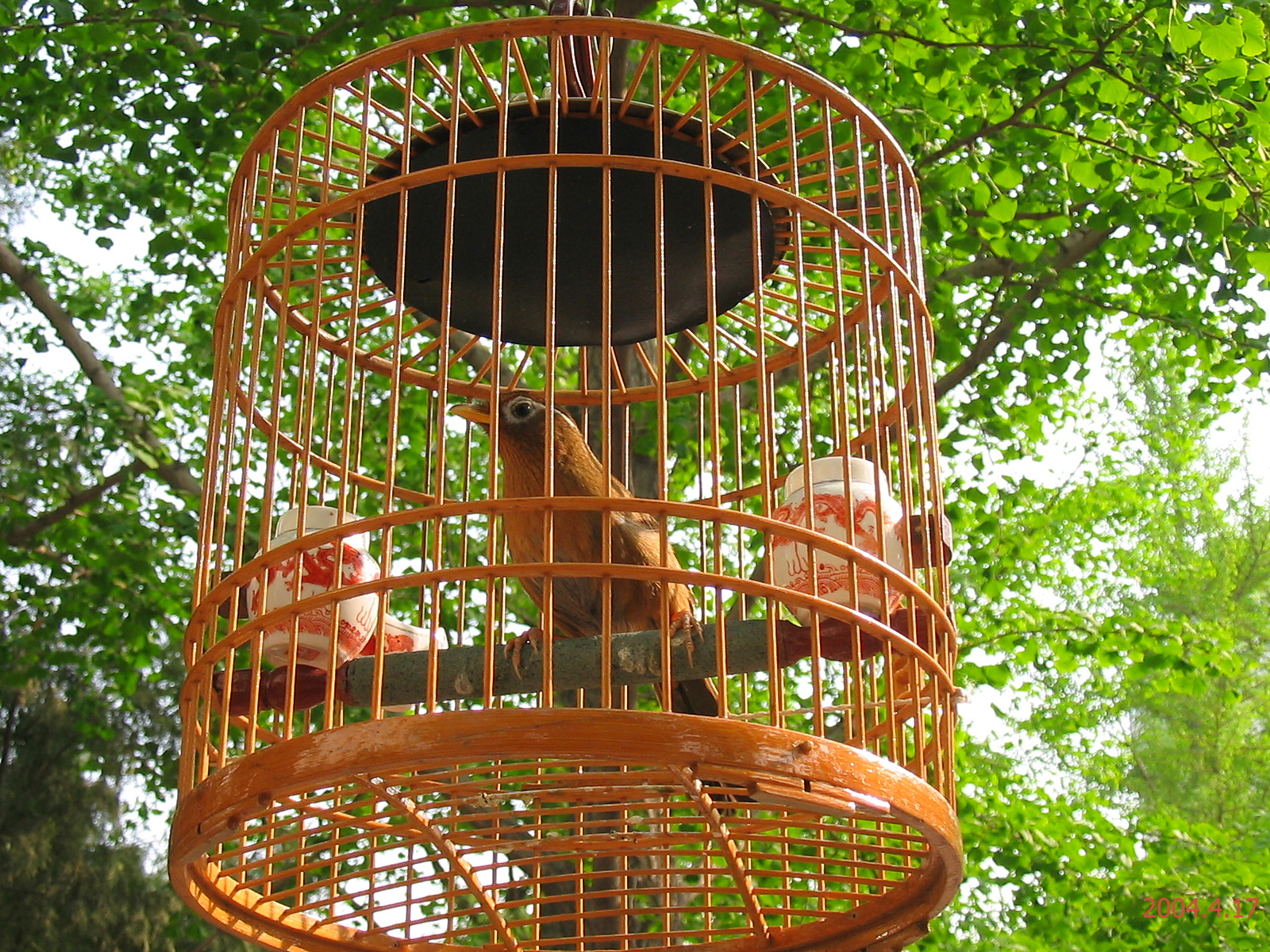
中国中部・南部の公園では、こうした円筒形の鳥かごに入れられたガビチョウを持った老人たちが鳴き合わせをする姿を見かける。

中国では非常にポピュラーな飼い鳥で、囀りを楽しむため広く一般的に飼われており、鳴き合わせ会も頻繁に行われる。
日本でも古くから輸入され、中国同様囀りを愛でるため飼われていたが、1980年代以降は人気がなくなりペットショップの店頭から姿を消し、大音量のさえずりや農作物の食害により害鳥となった。理由の一つに、高度経済成長期になって台頭してきた洋鳥と比較して、本種の体色が地味なことが挙げられる。さらにむき餌で飼養可能な洋鳥と比較した場合、本種は和鳥と同じく手間のかかるすり餌によらねばならず面倒、といった理由も挙げられる。
また中国人がこよなく愛でるその囀りも、日本では鳴き声が非常に大きいことから騒音と捉えられ、害鳥とされる要因の最大の理由である。
現在は外来生物法により、同属の2種とともに同法施行以前から飼育を継続し、届出を出している者以外の愛玩、観賞目的での飼育は禁止されている。